# Gomphidia bredoi
Gomphidia bredoi is een echtelibel uit de familie van de rombouten (Gomphidae). De wetenschappelijke naam van de soort werd in 1934 als Diastatomma bredoi gepubliceerd door Henri Schouteden.
De soort staat op de Rode Lijst van de IUCN als niet bedreigd, beoordelingsjaar 2015.